# 諾夫薩

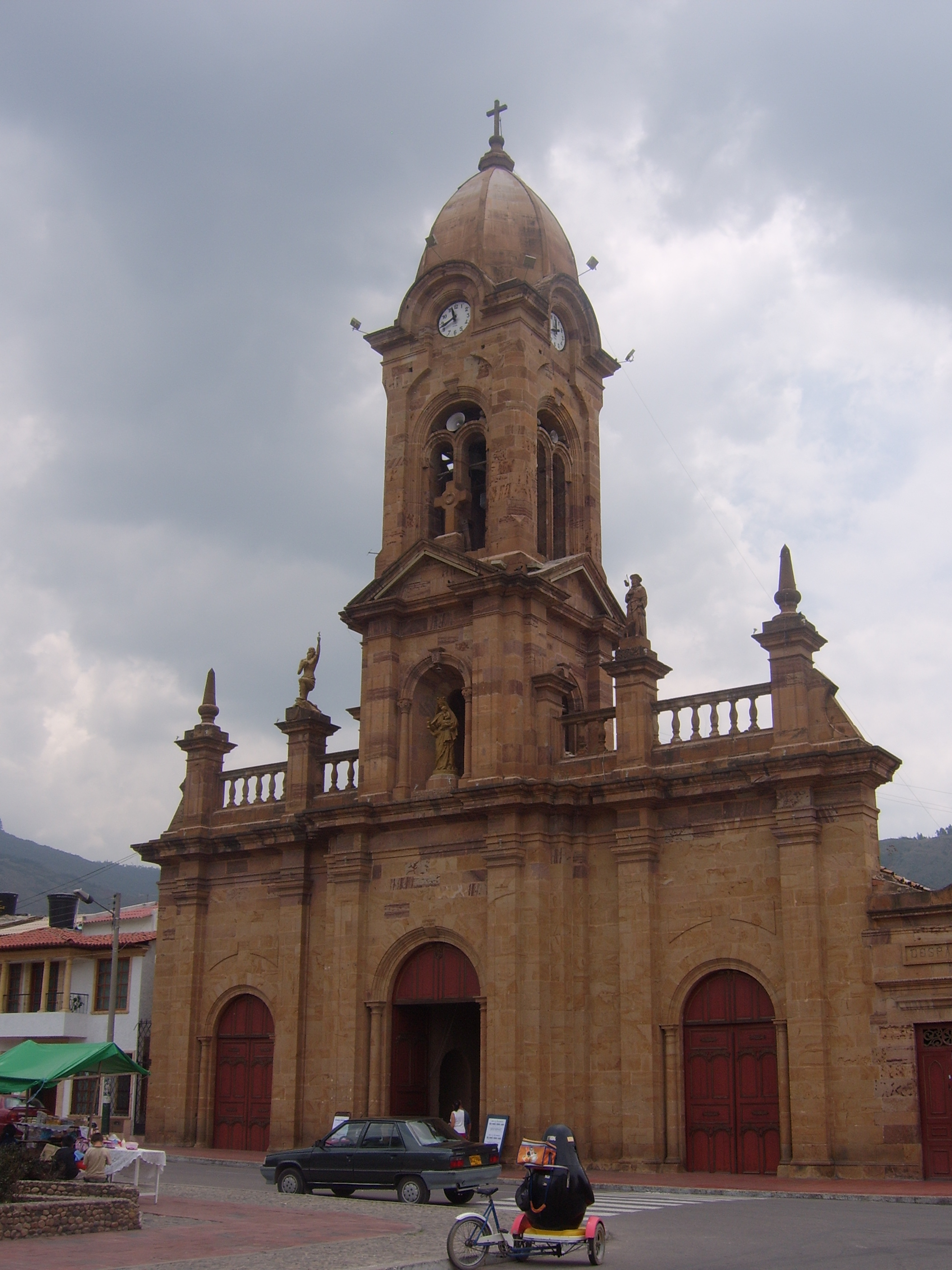

諾夫薩（Nobsa）是哥倫比亞的城鎮，位於該國東北部，由博亞卡省負責管轄，始建於1593年，面積55平方公里，海拔高度2,590米，2005年人口14,969，人口密度每平方公里272.16人。
5°46′N 72°57′W / 5.767°N 72.950°W